# أجسيكليز
أجسيكليز (باليونانية: Ἀγασικλῆς ،Ἀγησικλῆς ،Ἡγησικλῆς) هو الملك الثالث عشر لأسبرطة من سلالة يوريبونتيد، وابن أرخيداموس الأول خلفه ابنه أريستون.

## وصلات خارجية
- مولر، كارل أوتفريد تاريخ وآثار السلالة الدوريون. (باللغة الإنجليزية)
- بوسانياس، وصف اليونان (باللغة الإنجليزية)